# Текстерно (стадіон)
Стадіон ВАТ «Текстерно» — стадіон ВАТ «Текстерно» у місті Тернополі, який існував за адресою проспект Злуки.

## Історія
Власником стадіону було ВАТ «Текстерно», в якого земельну ділянку придбав приватний Інститут економіки та підприємництва. Наприкінці 2000-х, за даними ЗМІ, навчальний заклад припинив існування, а все його майно викупила будівельна компанія «Матла», яка мала намір забудувати територію. За іншою інформацією, заклад, зареєстрований за адресою проспект Злуки, 3а, не перебуває в процесі припинення, а його уповноваженою особою є Михайло Матла. Ще за одними даними, житлове будівництво почав саме навчальний заклад.
10 квітня 2014 року міський голова Сергій Надал заявив, що біля діючого стадіону за кошти інвестора побудують новий, який після облаштування передадуть у комунальну власність.
10 квітня 2015 року довколишні мешканці уклали мирову угоду з ПП «Матла» щодо будівництва житлових будинків та спорудження спортивного комплексу. Однак забудівник тільки декларував бажання йти назустріч громаді: зберегти стадіон, замість п'яти будинків спорудити два, а також — два майданчики зі штучним покриттям за європейськими стандартами, трибуни, бігову доріжку, освітлення.
5 липня 2015 року тут відбулася «Друга дворова спартакіада» за участи майже 1 000 тернополян. У такий спосіб громада закликала владу зупинити плани щодо забудови стадіону житловими будинками.
В останні роки свого існування був відомим головно завдяки будівельного конфлікту, пов'язаному зі спорудженням житлових будинків на території стадіону «Текстерно». 26 січня 2016 депутати міськради виділили комунальному підприємству «Тернопільбудінвестзамовник» земельну ділянку площею до 8 гектарів (на перетині вулиці Смакули і Київської), яку надали з умовою передачі в суборенду ФОП Матла як компенсацію за відмову від намірів продовжувати будівництво на території колишнього стадіону. Також був відомим занедбаністю і засміченістю.